# Едвард Кепел
Е́двард Ке́пел (англ. Edward Capell; *11 червня 1713 — †24 лютого 1781) — англійський літературний критик.
Завданням свого життя зробив пояснення Шекспіра, якого ретельно видавав (1767—1778), з цікавим вступом староанглійською мовою; склав також «Notes and various readings on Shakespeare» (Лонд., 1775) і «School of Shakespeare or extracts from divers English books showing from whence his several fables were taken and some parcel of his dialogue» (1783). Опублікував також вірш староанглійською під назвою «Prolussions».